# Castillo de Xio

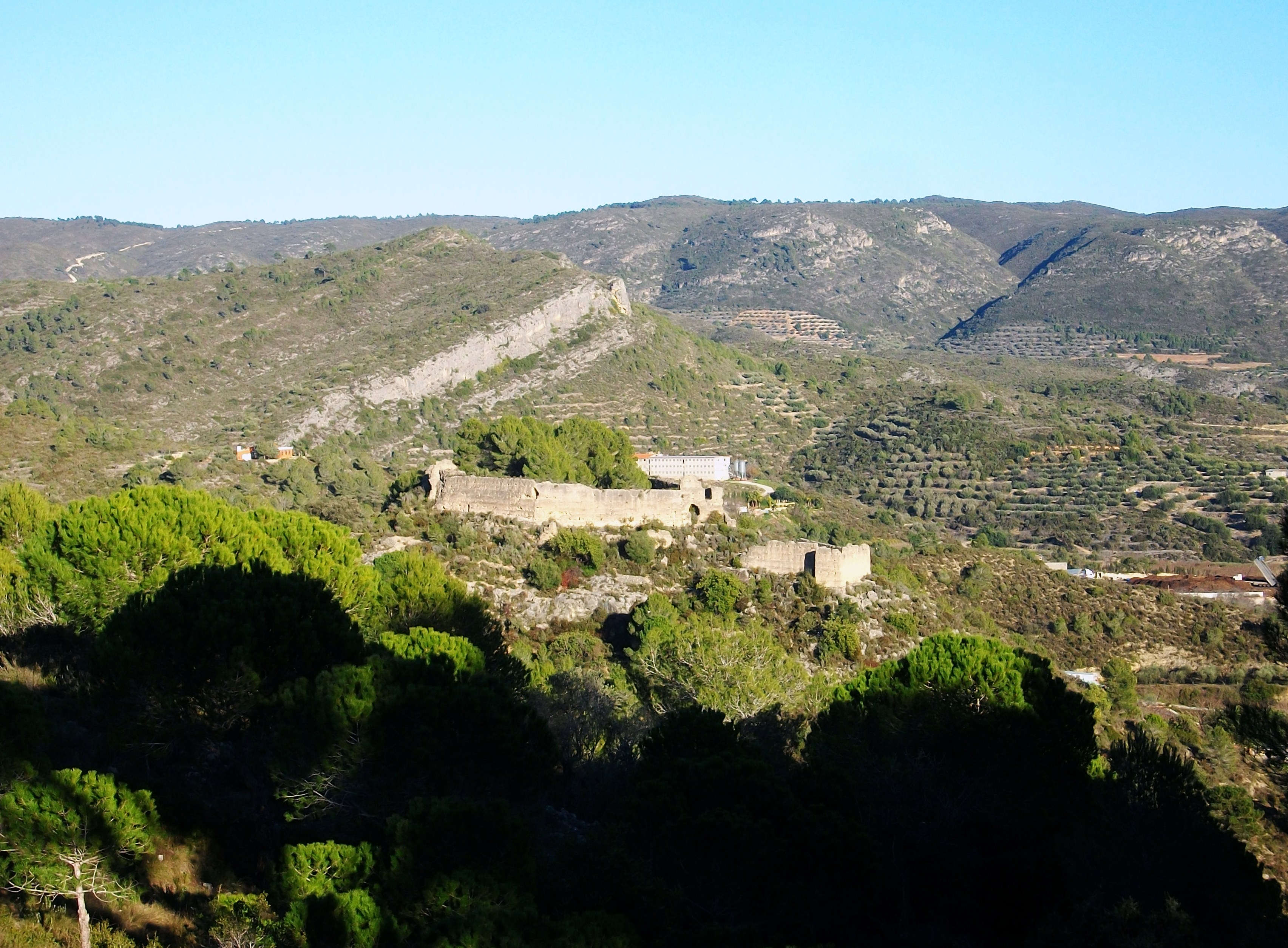
Vista general del Castillo de Xio

El castillo de Xio, castillo de Chío o Castell de Xiu en valenciano, es una construcción defensiva militar árabe que se sitúa en el término municipal de Luchente (Valencia) España. Fue construido en el siglo XII, durante el periodo almohade.
La fortaleza tenía la función de vigilancia del tránsito de tropas desde la costa al interior del Reino de Valencia. Hoy en día, la parte más visible es la cisterna que abastecía de agua a sus habitantes. Después de la reconquista cristiana en el siglo XIII, pierde su función defensiva y es abandonado por el paso del tiempo.
El castillo se encuentra enclavado dentro del itinerario de la Ruta de los Monasterios de Valencia, ruta monumental inaugurada en 2008, que atraviesa este castillo para visitar el cercano Monasterio del Corpus Christi en Luchente.

## Descripción
De planta triangular, presenta un doble recinto amurallado con bastiones en las esquinas. Del interior únicamente se conservan los restos de una cisterna.